# Krasnogvardejskij rajon (Oblast' di Orenburg)
Il Krasnogvardejskij rajon (in russo Красногвардейский район?) è un distretto municipale dell'Oblast' di Orenburg, nella Russia europea; il capoluogo è Plešanovo. Istituito nel 1966, ricopre una superficie di 2.800 chilometri quadrati.